# Параход
Параход се нарича всеки кораб, задвижван от парна машина. Съществуват речни и океански, както и пътнически, търговски и риболовни параходи.
През 1704 г. Дени Папен построява първия малък кораб, който се задвижва с пара. Въпреки това откритие, основно по технологични и икономични причини, епохата на платното продължава още век – век и половина.
Първият комерсиално успешен параход е построен от Робърт Фултън. Повечето от по-големите параходи са били луксозни съоръжения – те са разполагали със салони, наподобяващи хотелски лобита, с маслени картини и полилеи. На много параходи са служили известни готвачи и оркестри, а пътниците са разполагали с прислужници, прибавени към основния персонал (екипаж). 
С течение на времето, максималната скорост на параходите се увеличава. Параходи започват да се строят масово в първата половина на XIX век и постепенно изместват доминиращите дотогава ветроходи. Парата въобще доминира като основен начин за задвижване на корабите до средата на XX век., когато параходите биват постепенно изместени от моторните кораби, задвижвани от двигател с вътрешно горене или газова турбина. В САЩ параходите продължават да се ползват и след прекъсванията, причинени от Американската гражданска война, но към 1870-те години железопътният транспорт вече се е доказал като по-ефективен начин за придвижване, което води до постепенното извеждане от строят на повечето параходи по реките.
Капитаните на параходите, служещи в речния транспорт, е трябвало да запаметяват и да преценяват дълбочините и потенциалните препятствия по течението на реката, за да плават относително безопасно. За особено опасните места по маршрута, а често и за целите маршрути, са се наемали специални служители за даване на напътствия - лоцмани. Все пак средната продължителност на експлоатацията на парахода в миналото е била 4 – 5 години, вследствие некачествени строеж и поддръжка, но и заради честите потъвания след произшествия по реката или взрив на котела. До злополуки водят понякога и състезанията между параходните капитани; те допринасят за около 4000 смъртни случая в периода 1810 – 1850 г.